# اسپایسر سیتی (کالیفرنیا)
اسپایسر سیتی (به انگلیسی: Spicer City) یک منطقهٔ مسکونی در ایالات متحده آمریکا است که در شهرستان کرن، کالیفرنیا واقع شده‌است. اسپایسر سیتی ۷۵ متر بالاتر از سطح دریا قرار دارد.